# Juozas Greifenbergeris
Juozas Greifenbergeris (ur. 6 kwietnia 1898 w Kalwarii, zm. 27 grudnia 1926 w Kownie) – litewski działacz komunistyczny, jeden z organizatorów Litewskiej Partii Komunistycznej.

## Życiorys
Ukończył gimnazjum w Smoleńsku, w 1918 uczestniczył w zjeździe założycielskim Komsomołu, następnie został wybrany do komitetu centralnego tej organizacji na Białorusi. W lutym 1920 został wybrany do komitetu wykonawczego Międzynarodowej Młodzieży Komunistycznej i został wysłany do nielegalnej pracy na terytorium Litwy, gdzie redagował gazetę „Młody komunista”. Uczestniczył również w zjazdach Komunistycznej Partii Litwy, od 1921 zasiadał w jej komitecie centralnym, a od 1926 - w biurze politycznym. Był delegatem na III kongres Kominternu. 
Po wojskowym zamachu stanu w grudniu 1926 został aresztowany razem z innymi komunistami litewskimi i oskarżony o organizację antyrządowego powstania zbrojnego. Razem z Karolisem Požėlą, Kazysem Giedrysem i Rapolasem Čarnasem został skazany na karę śmierci i rozstrzelany w forcie VI twierdzy kowieńskiej. 
Od 1973 do ogłoszenia niepodległości Litwy jego pamięć utrwalał pomnik Czterej komuniści, przedstawiający rozstrzelanych 27 grudnia. Obecnie znajduje się on na wystawie w parku Grūtas. 